# Liste d'élections en 1930
Chronologie des élections
- 1926
- 1927
- 1928
- 1929
- 1930
- 1931
- 1932
- 1933
- 1934

Cette liste recense les élections organisées durant l'année 1930. Elle inclut les élections législatives et présidentielles nationales dans les États souverains, ainsi que les principaux référendums.
C'est le début de la Grande Dépression, une crise économique et sociale mondiale. En Argentine, la victoire en mars du président Hipólito Yrigoyen, qui mène une politique sociale face à la crise, amène ses opposants à le renverser par un coup d'État, instituant la dictature de la « Décennie infâme ». Au Canada en juillet, les libéraux sont désavoués dans les urnes pour leur gestion de la crise, au profit des conservateurs. En Allemagne, les extrêmes (nazis et communistes) progressent nettement aux élections de septembre dans ce contexte de grave crise, sans toutefois arriver au pouvoir. Aux États-Unis en novembre, le président républicain Herbert Hoover perd sa majorité à la Chambre des représentants.

## Par mois

### Février
| Date       | Pays     | Élections    | Notes | Résultats |
| ---------- | -------- | ------------ | --- | --- |
| 9 février  | Colombie | Législatives | La Constitution ne permet pas à un président sortant de se représenter. Miguel Abadía Méndez (Parti conservateur) n'est donc pas candidat. | Alternance. Enrique Olaya Herrera (Parti libéral) est élu avec 44,9 % des voix face aux deux candidats du Parti conservateur (respectivement 29,2 % et 25,9 % des voix).                                                           |
| 20 février | Japon    | Législatives | | Parlement sans majorité. Le parti Rikken Minseitō (centre-gauche progressiste, libéral), qui disposait jusque là d'une majorité relative des sièges, remporte la majorité absolue. Hamaguchi Osachi (RM) demeure Premier ministre. |

### Mars
| Date     | Pays      | Élections    | Notes | Résultats |
| -------- | --------- | ------------ | --- | --- |
| 1er mars | Brésil    | Législatives | Impopulaire en raison de la crise économique, le président Washington Luís (Parti républicain paulista) ne se représente pas.                                             | Júlio Prestes (Parti républicain paulista : centre-droit conservateur, laïc, politique du café au lait) est élu avec 57,7 % des voix face notamment à Getúlio Vargas (Alliance libérale : centre-droit ; 39,3 %). Ce dernier orchestre alors la Révolution de 1930, prend le pouvoir par un coup de force et s'auto-proclame président. C'est le début d'une décennie et demie de dictature, comprenant notamment la période de l'Estado Novo. |
| 2 mars   | Argentine | Législatives | La politique sociale du président Hipólito Yrigoyen, dans le contexte de la crise économique, déplaît à la droite, qui mène une campagne très personnelle à son encontre. | L'Union civique radicale (radicale, libérale, progressiste), parti du président, conserve sa majorité absolue des sièges. Ayant échoué à faire chuter son gouvernement par les urnes, la droite le reverse par un coup d’État en septembre. La dictature qui s'ensuit donne lieu à la « Décennie infâme ». |

### Mai
| Date   | Pays                   | Élections                      | Notes | Résultats |
| ------ | ---------------------- | ------------------------------ | --- | --- |
| 16 mai | République dominicaine | Législatives et présidentielle | Les élections font suite au coup d'État de février. Les partis d'opposition subissent un harcèlement de la part des forces de l'ordre, les contraignant à se retirer du scrutin. | Seul en lice, Rafael Trujillo est élu président avec officiellement 99,2 % de suffrages favorables, tandis que sa Confédération des partis remporte automatiquement tous les sièges au Parlement. C'est le début de trente-et-un ans de dictature particulièrement brutale, le régime Trujillo. |

### Juillet

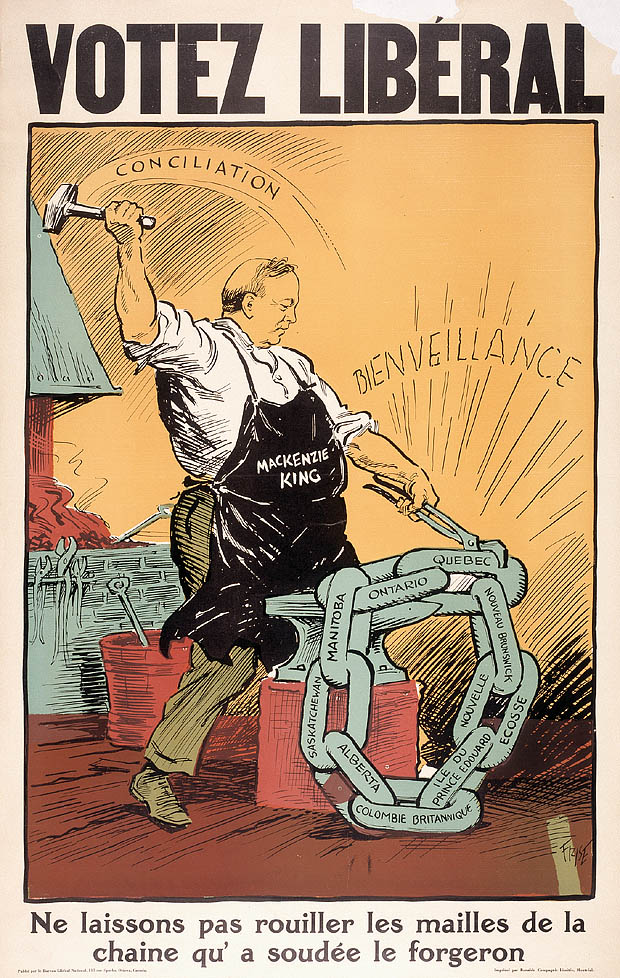
Affiche électorale pour les élections législatives canadiennes de 1930.

| Date       | Pays   | Élections    | Notes | Résultats |
| ---------- | ------ | ------------ | ----- | --- |
| 28 juillet | Canada | Législatives |       | Alternance. Le Parti conservateur (centre-droit conservateur et protectionniste) remporte une majorité absolue des sièges à la Chambre des communes. Richard Bennett devient Premier ministre. |

### Septembre

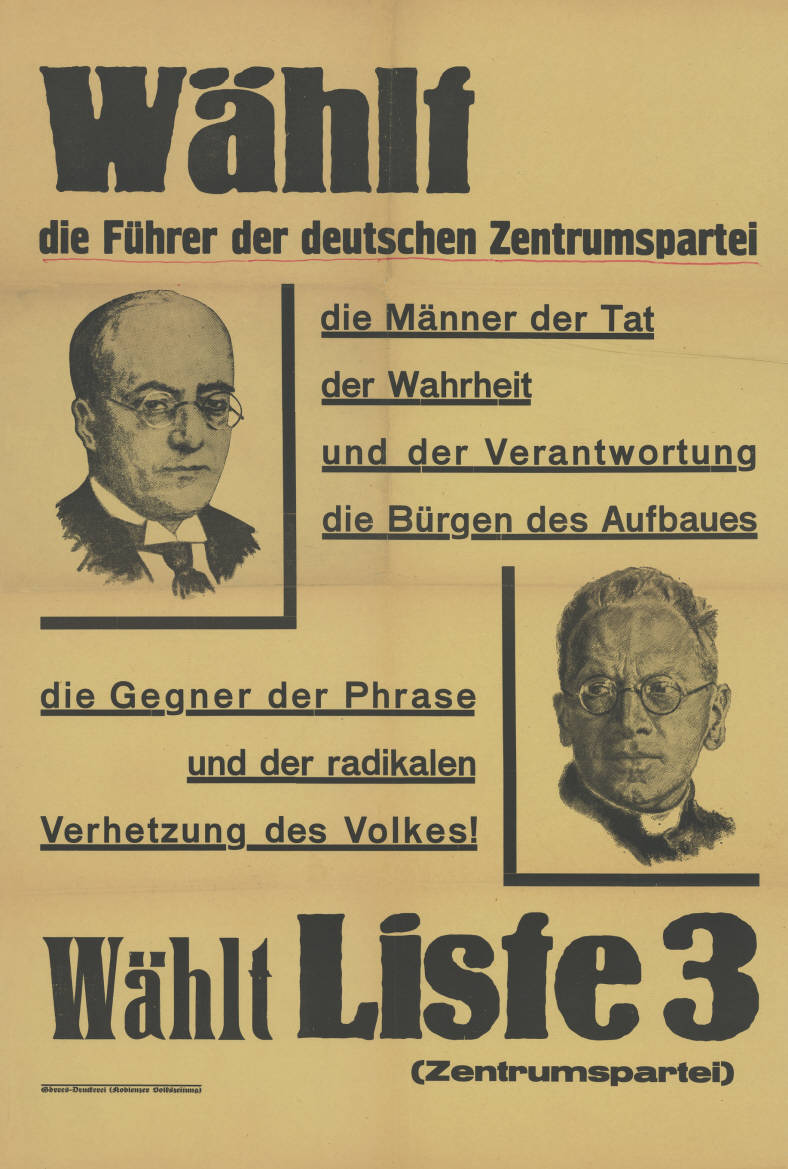
Affiche électorale du Parti du centre pour les élections législatives allemandes de 1930.

| Date         | Pays      | Élections    | Notes                                                                                               | Résultats |
| ------------ | --------- | ------------ | --------------------------------------------------------------------------------------------------- | --- |
| 14 septembre | Allemagne | Législatives | Élections anticipées, le gouvernement de grande coalition issu du scrutin de 1928 s'étant disloqué. | Parlement sans majorité. Le Parti social-démocrate (SPD, gauche) conserve sa majorité relative avec un quart des sièges. Le Parti national-socialiste des travailleurs (extrême-droite nazie, nationalisme raciste et expansionniste, antisémite) arrive deuxième, et le Parti communiste (marxiste-léniniste) troisième, tous deux progressant nettement. Heinrich Brüning (Parti du centre : centre-droit conservateur) demeure chancelier, à la tête d'une coalition de sept partis du centre et de la droite. |

### Octobre
| Date           | Pays     | Élections    | Notes | Résultats |
| -------------- | -------- | ------------ | --- | --- |
| 1 et 2 octobre | Finlande | Législatives | Quelque 20 000 communistes sont privés du droit de vote en amont de ces élections, tandis que le mouvement de Lapua (mouvement terroriste fasciste) agresse des membres de partis de gauche durant la campagne électorale. | Parlement sans majorité. Le Parti social-démocrate (gauche) remporte la majorité relative avec un tiers des sièges. Néanmoins, Pehr Evind Svinhufvud (Parti de la coalition nationale : centre-droit) devient Premier ministre, formant un gouvernement de coalition avec trois autres partis centristes.  |
| 20 octobre     | Irak     | Législatives | | Les partisans du gouvernement remportent une large majorité des sièges. Nouri Saïd demeure Premier ministre. |
| 20 octobre     | Norvège  | Législatives | | Parlement sans majorité. Le Parti travailliste (gauche socialiste) conserve la majorité relative avec un tiers des sièges. Johan Ludwig Mowinckel (Parti libéral : centriste) demeure Premier ministre, à la tête d'un gouvernement minoritaire.                                                           |
| octobre        | Honduras | Législatives | | Parlement sans majorité. Le Parti national (droite chrétienne humaniste) perd sa majorité absolue des sièges au Congrès, et ne dispose plus que de la moitié exactement des sièges, à égalité avec le Parti libéral (centre-droit conservateur, libéral en économie) du président Vicente Mejía Colindres. |

### Novembre
| Date              | Pays       | Élections      | Notes | Résultats |
| ----------------- | ---------- | -------------- | --- | --- |
| 2 novembre        | Nicaragua  | Législatives   | | Alternance. Le Parti libéral du président José María Moncada remporte la majorité absolue des sièges dans les deux chambres. |
| 4 novembre        | États-Unis | Législatives   | | Alternance. Le Parti démocrate (hétéroclite, attrape-tout) remporte la majorité absolue des sièges à la Chambre des représentants, privant ainsi le président Herbert Hoover (Parti républicain : conservateur, protectionniste, lié aux milieux des affaires) du contrôle de cette chambre. Au Sénat, les républicains disposent de la moitié exactement des sièges ; le vote du vice-président des États-Unis, qui exerce la présidence du Sénat, leur y confère donc une très courte majorité absolue.                                                                                                  |
| 9 novembre        | Autriche   | Législatives   | | Parlement sans majorité. Le Parti ouvrier social-démocrate (gauche) conserve sa majorité relative des sièges, mais une coalition de partis de droite conserve le pouvoir. Otto Ender (Parti chrétien-social : droite catholique, corporatiste, nationaliste, populiste et antisémite) devient chancelier. En 1934, le gouvernement chrétien-social met en place le régime dictatorial de l'austrofascisme, un régime d'extrême-droite fasciste mais anti-nazi. Ce dernier prend fin en 1938 avec l'Anschluss.                                                                                              |
| 16 et 23 novembre | Pologne    | Législatives   | Un grand nombre de membres de l'opposition sont arrêtés et enfermés sans procès en amont des élections, et la presse est fortement censurée, toute critique à l'encontre du gouvernement étant réprimée. | Le Bloc des sans-partis de coopération avec le gouvernement (droite autoritaire nationaliste, mouvement sanation (en), culte de Józef Piłsudski et antiparlementarisme), au pouvoir, remporte la majorité absolue des sièges dans les deux chambres. Walery Sławek devient Premier ministre. |
| 30 novembre       | Uruguay    | Présidentielle | La Constitution dispose qu'un président sortant n'est pas rééligible. Juan Campisteguy (Parti colorado) n'est donc pas candidat.                                                                         | Gabriel Terra (Parti colorado : centre-gauche social-libéral) est élu avec 52,0 % des voix, face notamment à Luis Alberto de Herrera (Parti national : conservateur ; 47,3 %). En 1934 le président Terra organise un coup d'État et se maintient au pouvoir comme dictateur, instituant un régime autoritaire mais progressiste qui instaure le droit de grève, l'égalité des sexes devant la loi, le droit de vote des femmes, le droit au travail et à la santé, la légalisation de l'homosexualité et une politique sociale via l'étatisation de l'économie et le lancement de grands travaux publics. |